# 山口市立湯田中学校
山口市立湯田中学校（やまぐちしりつ ゆだちゅうがっこう, 英語: Yamaguchi City Yuda Junior High School）は、山口県山口市楠木町にある公立中学校である。

## 概要
12学級、学生数286名（2017年現在）。西の京、維新策源の地である山口市の中心街の西部、湯田温泉が中央部にある所に位置する。制服は、2003年度より市内の公立中学校では珍しく男女ともブレザーを採用している。

## 教育目標
- 「ふるさとを愛し、自信をもって活躍できる生徒の育成」を目指している。

## 校歌
- 作詞は藤晃太郎、作曲は下総皖一。

## 校訓
- 「正しく、強く、仲よく」

## 沿革
- 1949年 - 山口市立湯田中学校開校。
- 1954年 -  新校舎落成移転。
- 1975年 - 国道9号バイパス建設に伴い、校舎移転。
- 2003年 - 制服改定（男女ブレザー）。

## クラブ活動
- 野球部、ソフトボール部、サッカー部、ソフトテニス部（男子）、ソフトテニス部（女子）、バレーボール部、バスケット部（男子）、バスケット部（女子）、美術部、文芸部、音楽部、家庭部[1]また、臨時部で陸上部と水泳部がある。

## 通学区域
- 十王、一本松、前町、角下市、横町、湯屋町、アーク湯田温泉、元町、元町西、熊野、東朝倉、西朝倉、赤妻パークタウン、朝倉中央、泉町、豊国マンション[2]

## 交通アクセス
- 湯田温泉駅から徒歩18分
- 矢原駅から徒歩29分[3]